# Västernäs
Västernäs är en stadsdel i Mariehamn, Åland. I centrumbyggnaden (byggd 1984) finns läkarstation (Västernäs Läkarstation),  livsmedelsaffär (Mathis Punkten) och bank (Ålandsbanken). I närheten ligger stadsdelskyrkan Margaretagården (1990) och Ytternäs skola.